# Yangxin, Binzhou
Yangxin, tidigare romaniserat Yangsin, är ett härad som lyder under Binzhous stad på prefekturnivå i Shandong-provinsen i norra Kina.